# BYD Auto
A BYD Auto (acrônimo do inglês "Build Your Dreams", que significa "Construa os Seus Sonhos", e que se escreve em chinês simplificado como: 比亚迪汽车; pinyin rom.: Bǐyàdí Qìchē, pronúncia Bi UAI Di) é uma fabricante de veículos de capital aberto (ações) sediada na cidade chinesa de Xian (Xianxim, China) e fundada em 1995, subsidiária da empresa BYD Company Limited. A atual gama de modelos de produtos inclui veículos elétricos a bateria (BEV) e veículos elétricos híbridos plug-in (PHEV). Também produziu veículos com motor a gasolina até março de 2022.
A BYD Auto ultrapassou a Tesla em junho de 2022 como a maior fabricante de veículos eletrificados do mundo, anunciando que havia vendido cerca de 641 mil EVs (incluindo PHEVS) no primeiro semestre de 2022, enquanto ainda está atrás da Tesla no número de BEVs vendidos.
Em 2021, a BYD era a quarta maior empresa de veículos elétricos plug-in e a quarta maior empresa de BEV do mundo, com 9,1% e 7% de participação no mercado global, respectivamente, em 2021. A empresa baseou suas vendas principalmente na China continental, mas está realizando uma rápida expansão no mercado global.

## História
A BYD fundou a subsidiária integral BYD Auto em 2003, após adquirir a Qinchuan Machinery Works da Norinco em 2002 e levantar HK$ 1,6 bilhão na Bolsa de Valores de Hong Kong. A aquisição pode ter sido feita apenas para adquirir a licença de produção de automóveis detida pela empresa adquirida. 
A empresa fabrica veículos do tipo automóveis, caminhões e, ônibus. Vende seus veículos sob a marca principal BYD e, veículos de alto padrão/luxo sob as marcas Denza, Yangwang e, Fangchengbao.

### Chegada ao Brasil
A BYD Auto iniciou sua expansão para o mercado brasileiro em 2021, com o anúncio oficial de sua entrada no segmento de veículos elétricos e híbridos. Durante o Salão da Mobilidade Elétrica e Cidades Inteligentes, realizado em setembro daquele ano em São Paulo, a montadora chinesa confirmou seus planos de comercializar automóveis de passeio no país a partir de 2022, com lançamentos trimestrais previstos.
Em fevereiro de 2022, a marca deu seu primeiro passo concreto com a chegada do SUV elétrico Tang EV, importado da China e oferecido em versão única. O modelo, já consolidado no mercado chinês desde 2018, foi estratégico para estabelecer a BYD no Brasil, atraindo mais de 500 interessados ainda no período de lançamento. A empresa, que já atuava no país no segmento de ônibus elétricos, passou então a competir no mercado de veículos leves, destacando-se como uma das pioneiras na oferta de tecnologias zero emissões.

#### Liderança no mercado de Veículos Elétricos
De acordo com dados da Associação Brasileira do Veículo Elétrico (ABVE), a BYD consolidou-se como a marca mais vendida no segmento de carros elétricos no Brasil em 2023. Em novembro daquele ano, o mercado registrou um crescimento de 340% nas vendas em comparação com o mesmo período de 2022, totalizando 3.197 unidades comercializadas. Desse volume, o modelo BYD Dolphin respondeu por 1.694 emplacamentos, equivalente a aproximadamente 53% das vendas do segmento. O BYD Yuan Plus, também da fabricante chinesa, apareceu em segundo lugar, com 286 unidades vendidas no mesmo mês.
Em dezembro de 2024, a BYD atingiu um novo marco no mercado brasileiro, com mais de 10 mil veículos emplacados em um único mês. Ao longo do ano, a montadora chinesa consolidou-se entre as dez marcas mais vendidas do país, ultrapassando fabricantes estabelecidas como Ford e Citroën, com um total de 76 mil unidades comercializadas. O desempenho — inédito para uma marca exclusivamente dedicada a veículos eletrificados — posicionou-a em oitavo lugar no ranking geral anual, alcançando o quinto lugar nas vendas de varejo em dezembro.

#### Expansão
Em 2022, a BYD anunciou um investimento de US$ 600 milhões (cerca de R$ 3 bilhões) no Brasil até 2025. O objetivo é modernizar e aumentar a produção da fábrica de carros que pertencia à Ford em Camaçari, Bahia, para fabricar até 300.000 carros híbridos e elétricos por ano. A previsão inicial da conclusão da obra era entre setembro de 2024 e janeiro de 2025. No entanto, após atrasos o novo prazo estipulado para a marca estar em pleno funcionamento foi reestabelecido para o fim de 2026.
O anúncio gerou a expectativa de ter um carro elétrico produzido em larga escala do Brasil pela primeira vez.
Atualmente, a BYD opera três fábricas no país, duas em Campinas (SP), sendo uma para montagem de ônibus 100% elétricos e outra para a produção de módulos fotovoltaicos, e uma outra no Polo Industrial de Manaus (PIM), dedicada à produção de baterias de fosfato de ferro-lítio (LiFePO4).

### Controvérsias
Na tarde do dia 23 de dezembro de 2024, a equipe de auditores fiscais do Ministério do Trabalho e Emprego (MTE) resgatou cerca de 163 trabalhadores chineses de trabalho análogo à escravidão na obra de construção da fábrica da montadora de carros BYD na cidade brasileira de Camaçari (Bahia). A BYD disse ainda que não "tolera desrespeito à lei brasileira e à dignidade humana" e determinou que todos os trabalhadores fossem transferidos para hotéis da região. A fábrica decidiu romper o contrato com a construtora terceirizada Jinjang Construction Brazil Ltda, que foi acusada de ter cometido graves irregularidades pela BYD. Em 26 de dezembro, a Jinjiang Construction Brazil publicou um vídeo em que trabalhadores negam viver em condições de trabalho degradante. Em 27 de dezembro, o Ministério das Relações Exteriores informou que o governo brasileiro suspendeu a emissão de vistos de trabalho temporários para a BYD.

## Lista de automóveis
| - Dolphin - Dolphin Mini (Seagull) - e2 - e3 - e6 - D1 - Frigate 07 - King - M3 DM |  | - Qin Seal - Shark - Song - T3 - Tang - V3 - Xia - Yuan |

## Galeria
- Automóvel BYD Dolphin
- Caminhão BYD 8TT
- Ônibus BYD K9
- Van BYD eT3